# شریان کاروتید خارجی
شریان کاروتید خارجی یا سرخرگ سبات بیرونی (به انگلیسی: External carotid artery) شاخه‌ای از سرخرگ کاروتید مشترک است که وظیفه خونرسانی به بخش‌های خارج از جمجمه را برعهده دارد. تغذیه خونی صورت بیشتر از طریق شاخه‌های شریان کاروتید خارجی انجام می‌گیرد. سرخرگ چهره‌ای که شاخه‌ای از شریان کاروتید خارجی است نقش مهمی در خونرسانی صورت دارد. سرخرگ گیجگاهی سطحی و سرخرگ فکی (ماگزیلاری) دو شاخه انتهایی شریان کاروتید خارجی هستند.

## شاخه‌ها
شاخه‌هایی که از سرخرگ سبات بیرونی منشعب می‌گردند عبارتند از:
- سرخرگ تیروئیدی فوقانی[۳]
- سرخرگ حلقی صعودی[۴]
- سرخرگ زبانی[۵]
- سرخرگ چهره‌ای[۶]
- سرخرگ پس سری[۷]
- سرخرگ گوشی پسین[۸]
- سرخرگ گیجگاهی سطحی[۹]
- سرخرگ فکی[۱۰]

## نگارخانه

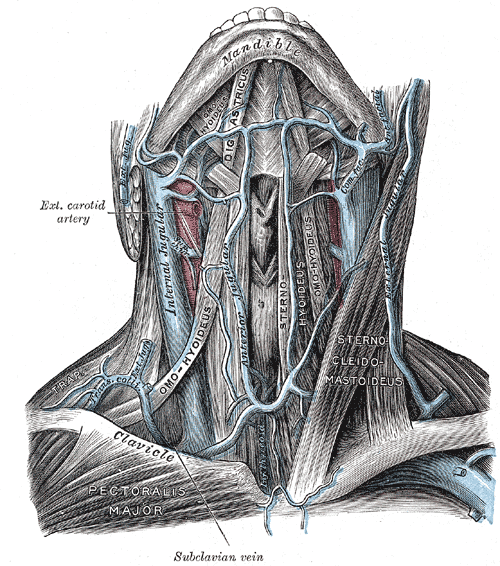
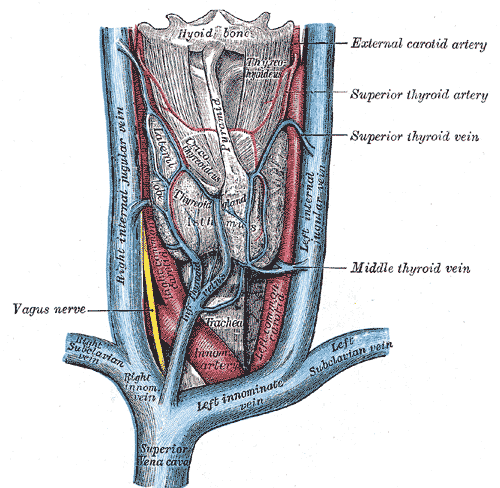
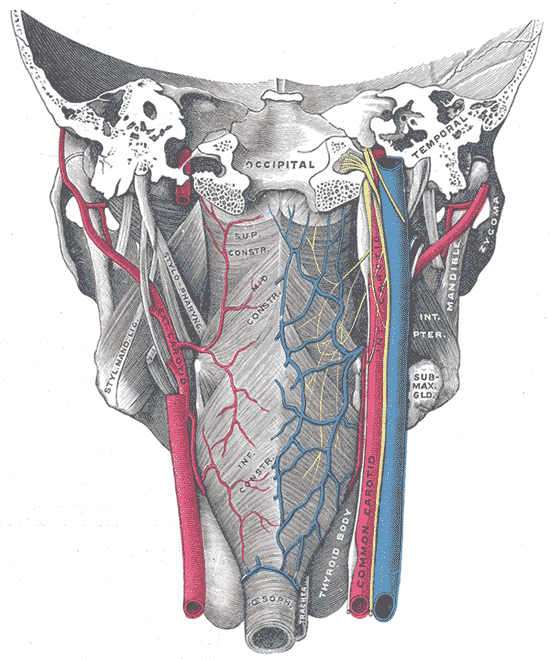
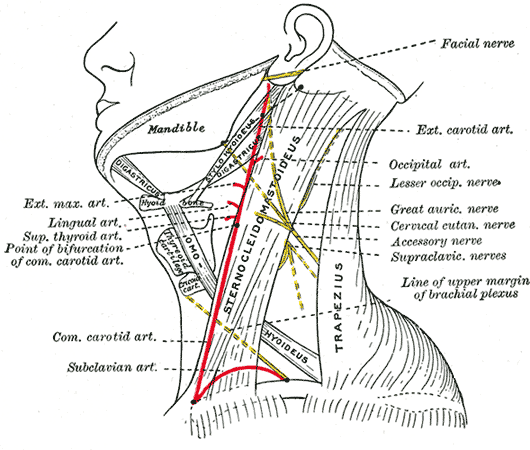
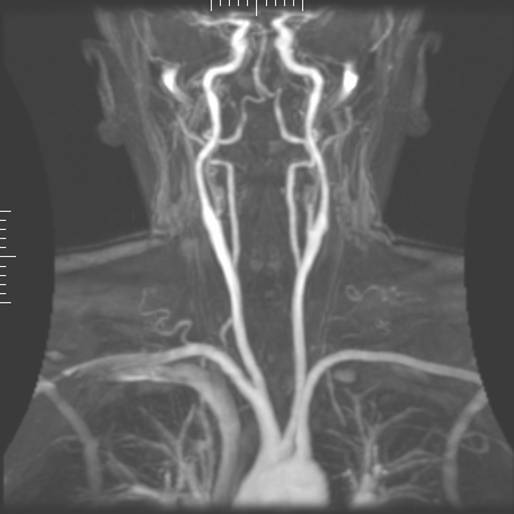
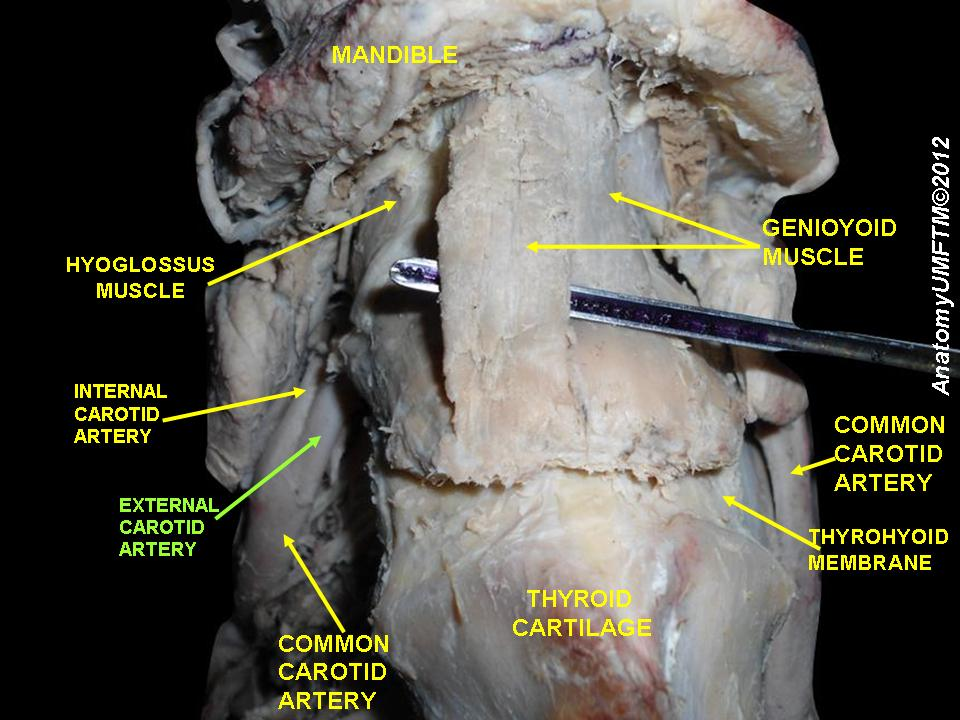
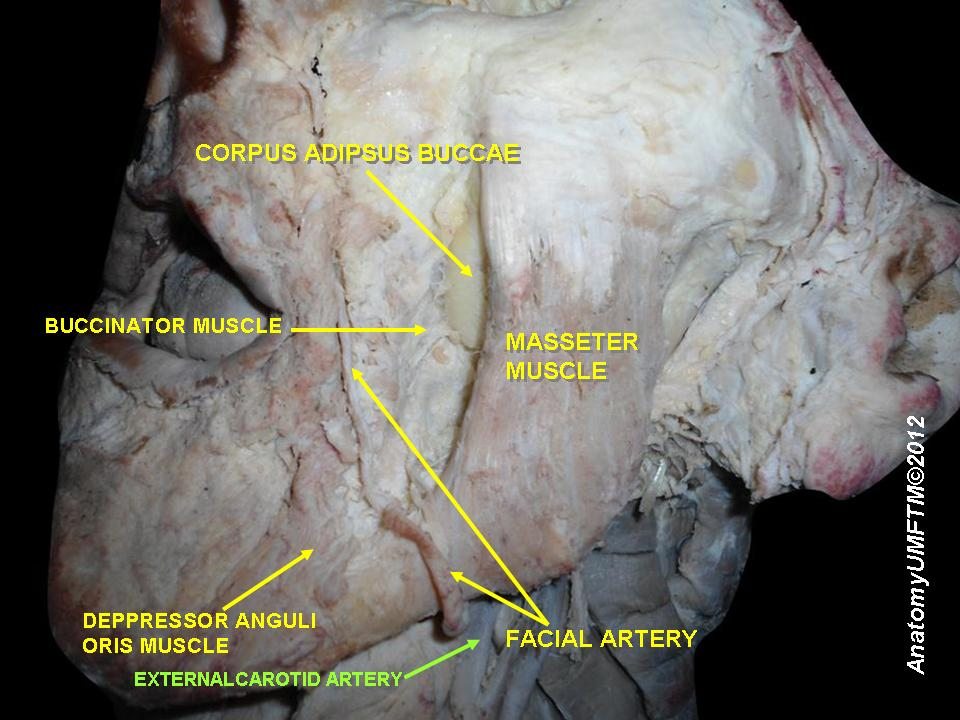
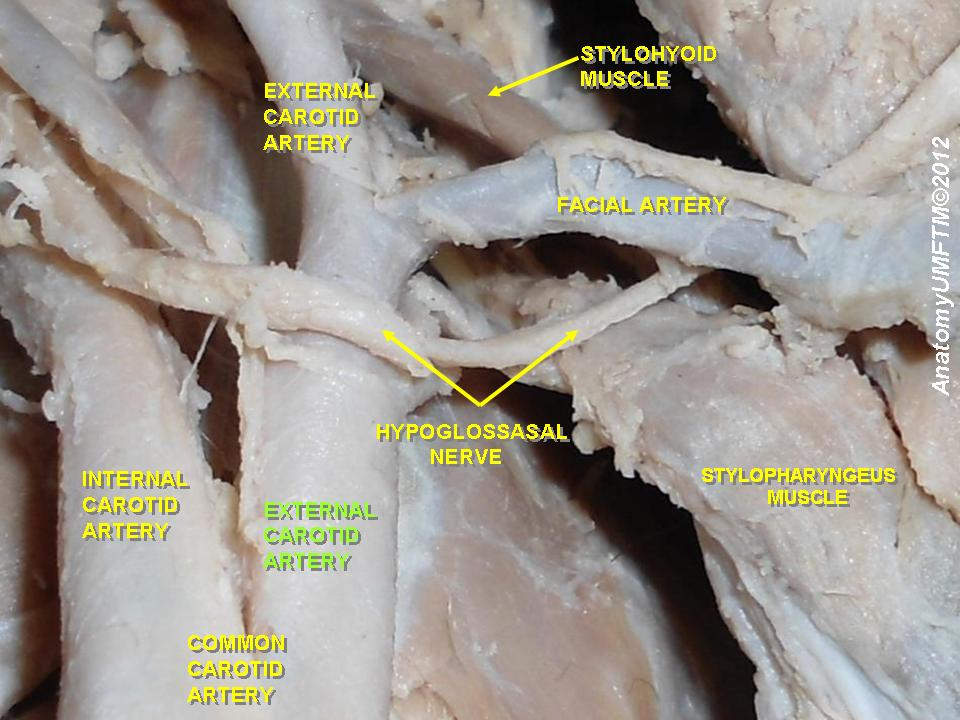
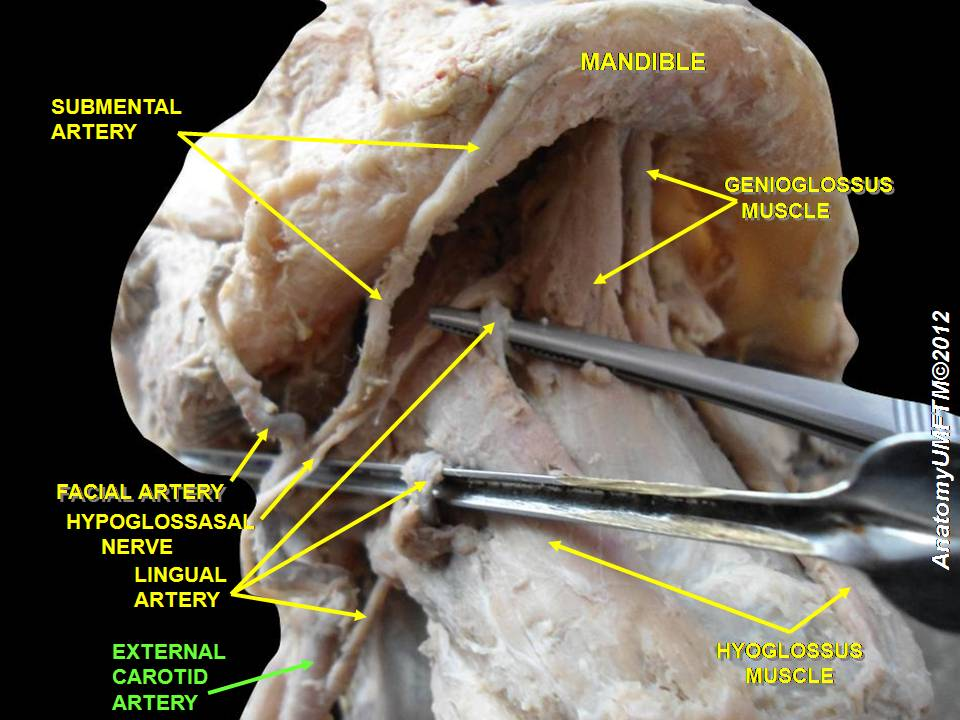
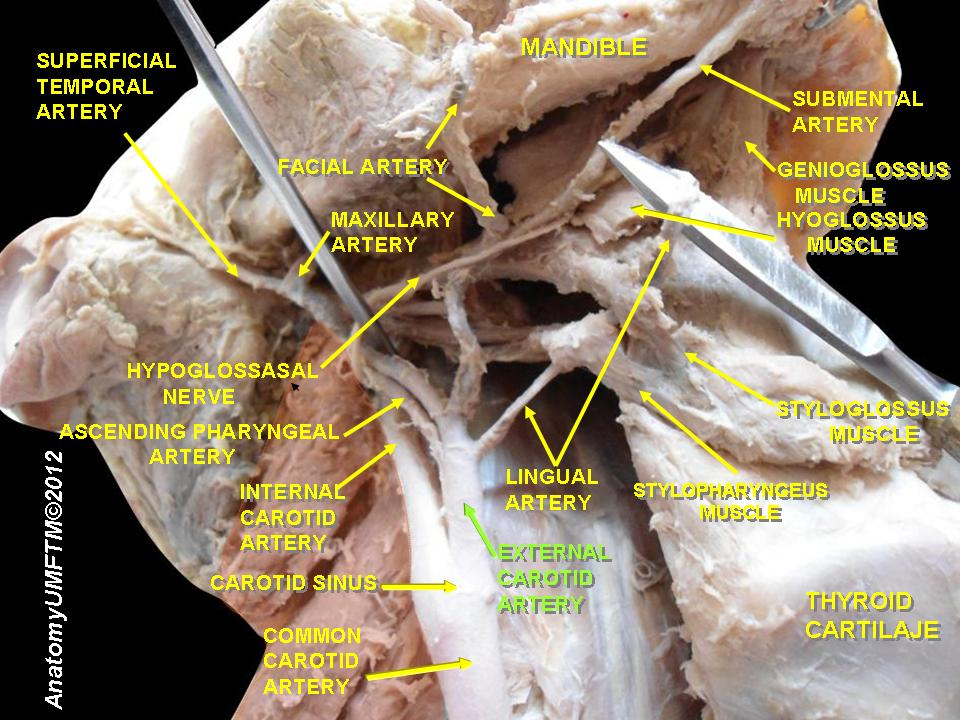
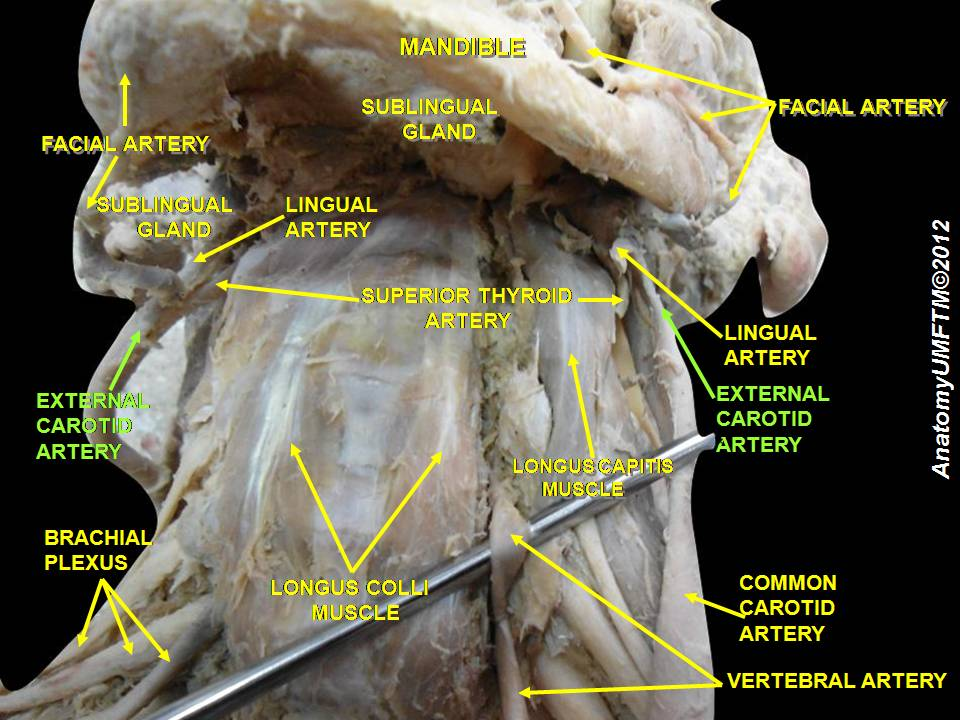